# Leif G. W. Persson
Pour les articles homonymes, voir Persson.
Leif G. W. Persson, né le 12 mars 1945 à Stockholm, est un écrivain et criminologue suédois.

## Biographie
Célèbre criminologue suédois, Leif G. W. Persson est l'auteur d'une vingtaine d'essais et d'études sur le sujet.  
Sa célébrité internationale lui vient toutefois de sa série de romans policiers qui ont pour héros le policier de Stockholm Lars Martin Johansson.  Dans une approche qui rappelle les récits de procédure policière de Martin Beck, le héros de Maj Sjöwall et Per Wahlöö, Persson instille dans ses œuvres une plus grande part d'ironie et une dimension critique et politique plus affirmée.  Ainsi, ses romans Entre le désir de l'été et le froid de l'hiver et Comme dans un rêve reviennent tous deux sur les circonstances troubles entourant l'assassinat du premier ministre suédois Olof Palme en 1986.  Sous couvert de romans à clé, Persson entend rendre compte des tractations douteuses et des manipulations de l'information au sein des officines supérieures de Suède pour empêcher l'élucidation d'un crime qui servait certains intérêts.
Sa fille, Malin Persson Giolito, est également romancière.

## Œuvre

### Romans policiers

#### SérieBäckström
1. Linda, Payot et Rivages, coll. « Rivages/Thriller », 2014 ((sv) Linda - som i Lindamordet, 2005), trad. Catherine RenaudRéédition Payot et Rivages, coll. « Rivages/Noir » no 1005, en 2016
2. Celui qui terrasse le dragon, Payot et Rivages, coll. « Rivages/Thriller », 2016 ((sv) Den som dödar draken, 2008), trad. Catherine RenaudRéédition Payot et Rivages, coll. « Rivages/Noir », en 2017
3. La Véritable Histoire du nez de Pinocchio, Payot et Rivages, coll. « Rivages/Thriller », 2017 ((sv) Den sanna historien om Pinocchios näsa, 2013), trad. Catherine Renaud
4. (sv) Kan man dö två gånger?, 2016

#### SérieLars Martin Johansson
1. La Fête du cochon, Payot et Rivages, coll. « Rivages/Thriller », 2011 ((sv) Grisfesten, 1978), trad. Esther Sermage
2. Les Profiteurs, Payot et Rivages, coll. « Rivages/Thriller », 2012 ((sv) Profitörerna, 1979), trad. Esther Sermage
3. Les Piliers de la société, Payot et Rivages, coll. « Rivages/Thriller », 2013 ((sv) Samhällsbärarna, 1982), trad. Catherine Renaud
4. La Nuit du 28 février, Presses de la Cité, coll. « Sang d'encre », 2005 ((sv) Mellan sommarens längtan och vinterns köld, 2002), trad. Philippe BouquetRéédition Le Livre de poche no 37189, en 2007
Nouvelle réédition sous le titre Entre le désir de l'été et le froid de l'hiver, Payot et Rivages, coll. « Rivages/Noir » no 891, en 2012
5. Sous le soleil de minuit, Presses de la Cité, coll. « Sang d'encre », 2006 ((sv) En annan tid, ett annat liv, 2003), trad. Philippe BouquetRéédition Le Livre de poche no 37292, en 2008
Nouvelle réédition sous le titre Autre temps, autre vie, Payot et Rivages, coll. « Rivages/Noir » no 939, en 2013
6. Comme dans un rêve, Payot et Rivages, coll. « Rivages/Thriller », 2009 ((sv) Faller fritt som i en dröm, 2007), trad. Esther SermageRéédition Payot et Rivages, coll. « Rivages/Noir » no 842, en 2011
7. L'Enquêteur agonisant, Payot et Rivages, coll. « Rivages/Noir », 2023 ((sv) Den döende detektiven, 2010)

#### Romans indépendants
- (sv) Min kompetens, 1981
- (sv) Bombmakaren och hans kvinna, 2015

## Sources

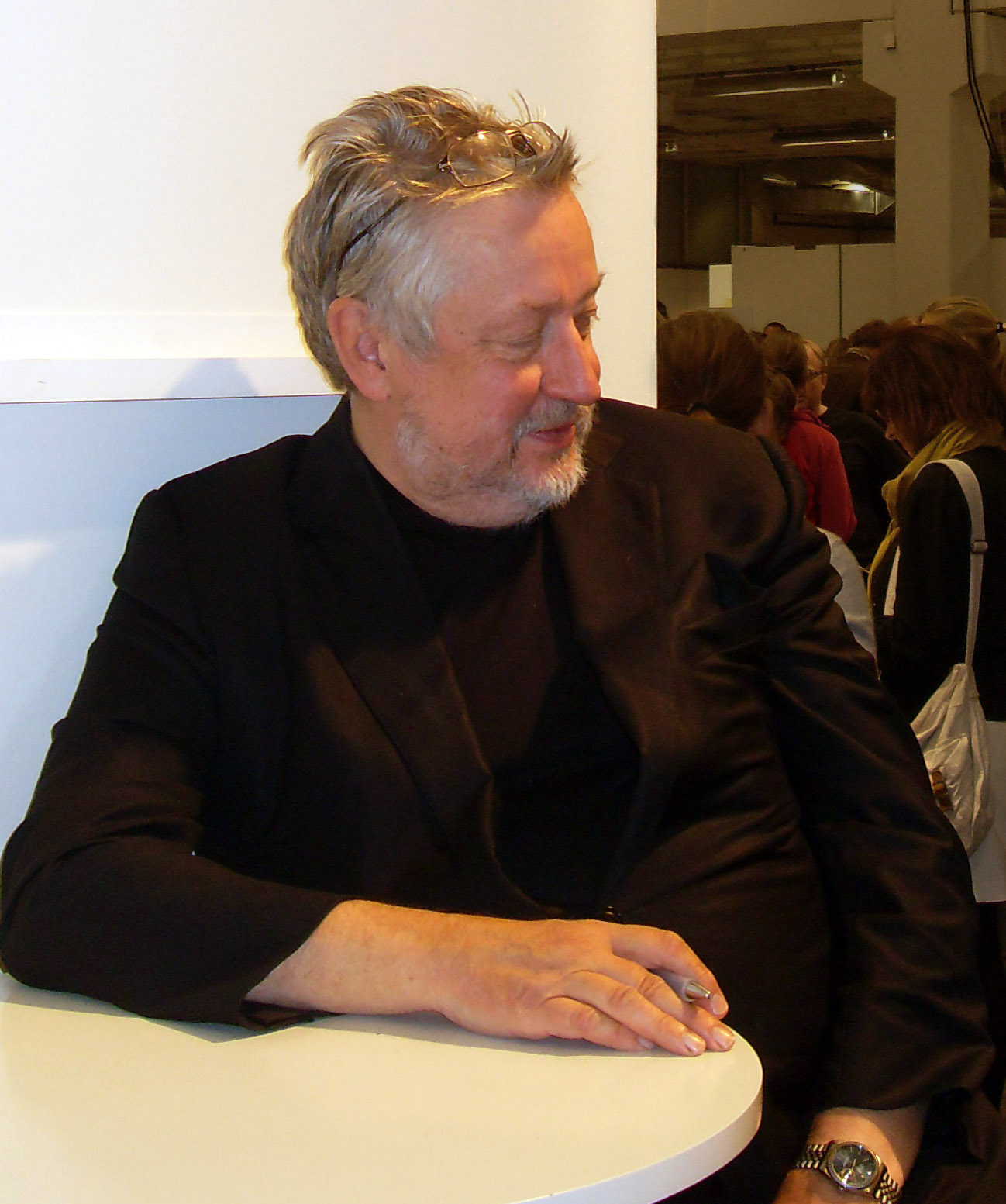
Leif G.W. Persson à Göteborg en 2005.

- Claude Mesplède (dir.), Dictionnaire des littératures policières, vol. 2 : J - Z, Nantes, Joseph K, coll. « Temps noir », 2007, 1086 p. (ISBN 978-2-910-68645-1, OCLC 315873361), p. 525.